# Hôtel Delaunay
L'Hôtel Delaunay était un hôtel particulier parisien du 9e arrondissement, datant du XVIIIe siècle et situé au coin de la rue de la Grange Batelière (aujourd'hui 5 rue Drouot) et du boulevard des Italiens. 

## Histoire
L'Hôtel Delaunay a été construit en 1716 pour Nicolas Delaunay (1646-1727) l'un des plus fameux orfèvres du règne de Louis XIV. Il a été la résidence en 1782 du Duc Étienne François de Choiseul, obligé de vendre par parcelles pour lotissements le jardin de son hôtel de la rue de Richelieu, puis le bâtiment lui-même. Il y a fini ses jours.